# 「柴咲 神宮」〜平安神宮 月夜の宴〜
『「柴咲 神宮」〜平安神宮 月夜の宴〜』（シバサキ ジングウ ヘイアンジングウ ツキヨノエン）は、柴咲コウのライブビデオ。歌手デビュー15周年を記念し行われたライブである。

## 概要
本ライブは“月”をテーマにしており、「月のしずく」や「かたち あるもの」から、中島みゆき「糸」やZARD「永遠」のカバーなどがセットリストに組み込まれ、特典映像も収録されており、公演のメイキングやインタビュー等が収録された。
柴咲は本ライブに関して「15年間の様々な心模様が反映された、今の私を体現したライブとなり、私にとっても貴重な時間となりました。この日のライブの空間をDVDで何度も堪能頂けたらと思います」とコメントを寄せている。
本ライブは後にWOWOWにて2018年1月1日にオンエアが成された。
本ライブの最中のMCにて柴咲は以下のように挨拶をしている。
私の大好きな京都。しかも、ずっとコンサートをやりたいと願っていた平安神宮で、皆様とお会いできて本当に、本当にうれしく思っております。今宵の特別な一夜、皆様の心を緩め、解放し、癒しのひとときを過ごせるように、心を込めて、祈りを込めて歌います—柴咲コウ

## 収録曲
1. 漆黑、十五夜
2. 浮雲
3. テルーの唄
4. 最愛
5. 泪月 -oboro-
6. 影
7. 恋守歌
8. 永遠のAstraea
9. 月のしずく
10. 野性の同盟
11. 糸
12. 永遠
13. いざよい
14. かたち あるもの
15. また、うまれるころには